# Civil township
Als Estats Units d'Amèrica, un civil township (o, simplement, town a Nova Anglaterra, Nova York i Wisconsin) és un tipus d'organització del govern dels Estats Units existent en vint estats. Formen part d'un comtat. Les regles i responsabilitats varien segons l'estat. L'Oficina del Cens dels Estats Units defineix civil township com una divisió civil menor. El 2012 hi havia 16.360 civils township distribuïts en els següents estats: Connecticut, Dakota del Nord, Dakota del Sud, Illinois, Indiana, Kansas, Maine, Massachusetts, Michigan, Minnesota, Missouri, Nebraska, Nou Hampshire, Nova Jersey, Nova York, Ohio, Pennsilvània, Rhode Island, Vermont i Wisconsin.
Tot i que difereixen dels survey townships, els límits dels municipis civils coincideixen regularment amb ells en alguns estats en què les dues divisions existeixen.